# Baïnouk (langue)
Pour les articles homonymes, voir Baïnouk.
Le baïnouk (ou baynounk) est une langue parlée au Sénégal (Casamance), en Gambie et en Guinée-Bissau.
Elle fait partie des langues rattachées à la branche nord des langues atlantiques, elles-mêmes sous-catégorie des langues nigéro-congolaises.

## Autres noms
Le baïnouk peut également être appelé banyum, banyun, bagnoun, banhum, bainuk, banyuk, banyung, baynunk, elomay, elunay, ñuñ

## Variétés
Selon Ethnologue.com, on peut distinguer le baïnouk-gunyaamolo, le baïnouk-samik et le baïnouk-gunyuño.
- Le baïnouk-guñaamolo est parlé par 30 000 personnes en 2013[1]. On le rencontre au Nord du fleuve Casamance, à l'intérieur d'un triangle formé par les localités de Bignona, Tobor et Niamone, soit au Nord de Ziguinchor. Il est également parlé en Gambie.
- Le baïnouk-samik est parlé par 1 850 personnes en 2006[2]. On le rencontre surtout sur la rive gauche du fleuve Casamance, autour de Samik et des villages environnants, soit à environ 20 km à l'Est de Ziguinchor. Glottolog le regroupe avec le baïnouk-gunyuño.
- Le baïnouk-gunyuño (ou baïnouk-gujaher) est parlé par 8 860 personnes en 2006[3]. On le trouve dans la région de Cacheu et aux alentours de São Domingos.

Alexander Yao Cobbinah (2013) classifie les variétés de baïnouk de la façon suivante :
- Baïnounk
  - ouest
    - gutobor (Tobor)
    - guñaamolo (Niamone, Diengue)

  - sud
    - gubëeher (Djibonker)
    - gufangor (Djifangor)
    - gubelor (Djibelor)

  - nord-est
    - baïnounk du nord-est

  - est
    - gujaher (Kaasa, Jegui), but